# Gran Premio del Presidente Medici
Il  Gran Premio del Presidente Medici (ufficialmente Gran Prêmio Presidente Medici) fu una gara di Formula 1 non valida per il campionato del mondo che si disputò il 3 febbraio 1974 sull'Autodromo Emilio Medici di Brasilia.
La gara venne vinta dal pilota brasiliano Emerson Fittipaldi su McLaren-Ford Cosworth; per il vincitore si trattò del terzo successo, in una gara di F1, non valida quale prova del campionato mondiale. Ha preceduto sul traguardo il sudafricano Jody Scheckter su Tyrrell-Ford Cosworth, e l'italiano Arturo Merzario su Iso Marlboro-Ford Cosworth.

## Vigilia

### Aspetti tecnici
La gara fu evento inaugurale del nuovo autodromo costruito nella capitale brasiliana, Brasilia, e dedicato all'allora Presidente del Brasile, Emílio Garrastazu Médici. Il tracciato era lungo circa cinque kilometri e mezzo, e disponeva di strutture molto moderne, tanto da essere considerato al livello del modernissimo Paul Ricard, se non superiore, dagli stessi piloti. Brasilia aveva ospitato diverse gare, disputate però su circuiti cittadini. La volontà di ospitare eventi di livello più importante portò alla decisione di creare un tracciato permanente.
Nei giorni seguenti al Gran Premio del Brasile la Hesketh aveva testato, con ottimi risultati, sul tracciato di Interlagos, la propria nuova vettura, costruita in proprio, che avrebbe sostituito la March utilizzata fino a quel momento. La rottura di una cella del combustibile non consentì alla scuderia britannica di portare all'esordio la nuova monoposto.

### Aspetti sportivi
La gara si tenne la settimana successiva al Gran Premio del Brasile, valido quale prova del Campionato mondiale, vinto dal pilota locale Emerson Fittipaldi, su McLaren. La gara venne dedicata al presidente Medici, così come il circuito che essa inaugurava.  Rappresenta l'ultima gara di F1, non valida quale prova del campionato mondiale, a essersi disputata nel continente Americano.

## Piloti e team
Tra le scuderie di punta solo Ferrari e Lotus non presero parte alla gara. Rispetto alla lista di piloti impiegati nelle prime due gara della stagione, l'unica novità fu la presenza del pilota locale Wilson Fittipaldi, fratello di Emerson, che prese il posto di Richard Robarts alla Brabham. Wilson aveva disputato il mondiale di F1 1973 proprio con la scuderia britannica.
I seguenti piloti e costruttori vennero iscritti alla gara:
| Team                          | Telaio                        | Gomme | Nr. | Pilota               |
| ----------------------------- | ----------------------------- | ----- | --- | -------------------- |
| Elf Team Tyrrell              | Tyrrell 006-Ford Cosworth     | G     | 3   | Jody Scheckter       |
| Marlboro Team Texaco          | McLaren M23-Ford Cosworth     | G     | 5   | Emerson Fittipaldi   |
| Motor Racing Developments Ltd | Brabham BT44-Ford Cosworth    | G     | 7   | Carlos Reutemann     |
| Motor Racing Developments Ltd | Brabham BT44-Ford Cosworth    | G     | 8   | Wilson Fittipaldi    |
| March Engineering             | March 741-Ford Cosworth       | G     | 9   | Hans-Joachim Stuck   |
| March Engineering             | March 741-Ford Cosworth       | G     | 10  | Howden Ganley        |
| Team Motul BRM                | BRM P160E                     | F     | 14  | Jean-Pierre Beltoise |
| Team Motul BRM                | BRM P160E                     | F     | 15  | Henri Pescarolo      |
| Team Surtees                  | Surtees TS16-Ford Cosworth    | F     | 18  | Carlos Pace          |
| Team Surtees                  | Surtees TS16-Ford Cosworth    | F     | 19  | Jochen Mass          |
| Frank Williams Racing Cars    | Iso Marlboro FW-Ford Cosworth | F     | 20  | Arturo Merzario      |
| Hesketh Racing                | March 721G-Ford Cosworth      | F     | 24  | James Hunt           |

## Qualifiche

### Resoconto
Le qualifiche si tenero con tempo incerto, e diversi scrosci di pioggia che colpirono il tracciato. Carlos Reutemann ottenne la pole position, prevalendo su Emerson Fittipaldi, staccato di 9 centesimi. In seconda fila chiusero Jody Scheckter e l'altro brasiliano Carlos Pace. Nei primi quattro posti si qualificarono vetture di quattro costruttori diversi. Fu deludente Hunt, che chiuse staccato di oltre sei secondi dal tempo del poleman, ma il pilota britannico della Hesketh fu penalizzato da grossi problemi al cambio.

### Risultati
Nella sessione di qualifica si è avuta questa situazione: 
| Pos | Nº | Pilota               | Costruttore                | Tempo   | Griglia |
| --- | -- | -------------------- | -------------------------- | ------- | ------- |
| 1   | 7  | Carlos Reutemann     | Brabham-Ford Cosworth      | 1'51"18 | 1       |
| 2   | 5  | Emerson Fittipaldi   | McLaren-Ford Cosworth      | 1'51"27 | 2       |
| 3   | 3  | Jody Scheckter       | Tyrrell-Ford Cosworth      | 1'51"40 | 3       |
| 4   | 18 | Carlos Pace          | Surtees-Ford Cosworth      | 1'51"40 | 4       |
| 5   | 20 | Arturo Merzario      | Iso-Marlboro-Ford Cosworth | 1'53"43 | 5       |
| 6   | 14 | Jean-Pierre Beltoise | BRM                        | 1'54"44 | 6       |
| 7   | 8  | Wilson Fittipaldi    | Brabham-Ford Cosworth      | 1'54"62 | 7       |
| 8   | 19 | Jochen Mass          | Surtees-Ford Cosworth      | 1'55"53 | 8       |
| 9   | 15 | Henri Pescarolo      | BRM                        | 1'55"88 | 9       |
| 10  | 10 | Howden Ganley        | March-Ford Cosworth        | 1'57"61 | 10      |
| 11  | 9  | Hans-Joachim Stuck   | March-Ford Cosworth        | 1'58"10 | 11      |
| 12  | 24 | James Hunt           | March-Ford Cosworth        | 2'04"95 | 12      |

## Classifica

### Resoconto
Carlos Reutemann, partito dalla pole position, mantenne per diversi giri il comando della gara, fino al giro 12, quando la rottura di un pistone del motore lo costrinse all'abbandono. Prese così il comando Emerson Fittipaldi, che lo mantenne fino al termine della gara. Jody Scheckter perse molti giri alle spalle di Arturo Merzario; una volta passato, il sudafricano non fu più in grado di avvicinarsi al brasiliano. La Tyrrell presentava anche dei problemi di bilanciamento, che penalizzavano anche il rendimento degli pneumatici.
Jochen Mass chiuse quarto, mentre Carlos Pace, l'altro pilota della Surtees, fu penalizzato dalla necessità di ben due pit stop. Hans-Joachim Stuck abbandonò invece per la rottura dell'alettone posteriore.

### Risultati
I risultati del gran premio sono i seguenti:
| Pos | No | Pilota               | Costruttore                | Giri | Tempo/Ritiro | Griglia |
| --- | -- | -------------------- | -------------------------- | ---- | ------------ | ------- |
| 1   | 5  | Emerson Fittipaldi   | McLaren-Ford Cosworth      | 40   | 1h15'22"75   | 2       |
| 2   | 3  | Jody Scheckter       | Tyrrell-Ford Cosworth      | 40   | + 12"3       | 3       |
| 3   | 20 | Arturo Merzario      | Iso Marlboro-Ford Cosworth | 40   | + 27"1       | 5       |
| 4   | 19 | Jochen Mass          | Surtees-Ford Cosworth      | 40   | + 1'39"74    | 8       |
| 5   | 8  | Wilson Fittipaldi    | Brabham-Ford Cosworth      | 39   | + 1 giro     | 7       |
| 6   | 10 | Howden Ganley        | March-Ford Cosworth        | 39   | + 1 giro     | 10      |
| 7   | 14 | Henri Pescarolo      | BRM                        | 39   | + 1 giro     | 9       |
| 8   | 14 | Jean-Pierre Beltoise | BRM                        | 38   | + 2 giri     | 6       |
| NC  | 18 | Carlos Pace          | Surtees-Ford Cosworth      | 35   | + 5 giri     | 4       |
| Rit | 9  | Hans-Joachim Stuck   | March-Ford Cosworth        | 34   | Alettone     | 11      |
| Rit | 7  | Carlos Reutemann     | Brabham-Ford Cosworth      | 12   | Pistone      | 1       |
| Rit | 24 | James Hunt           | March-Ford Cosworth        | 1    | Cambio       | 12      |